# Alfòndec

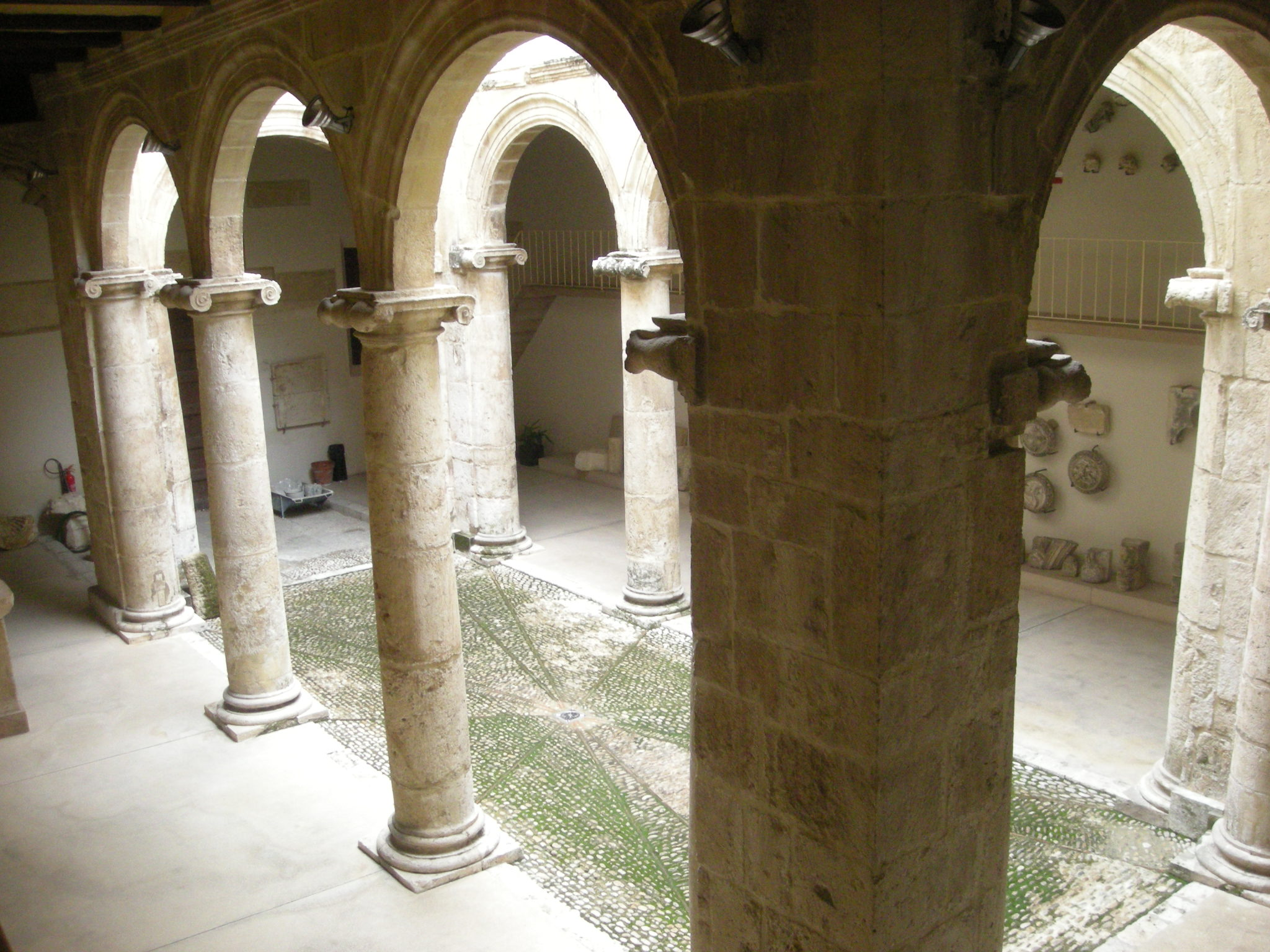
Pati de l'Almodí de Xàtiva.

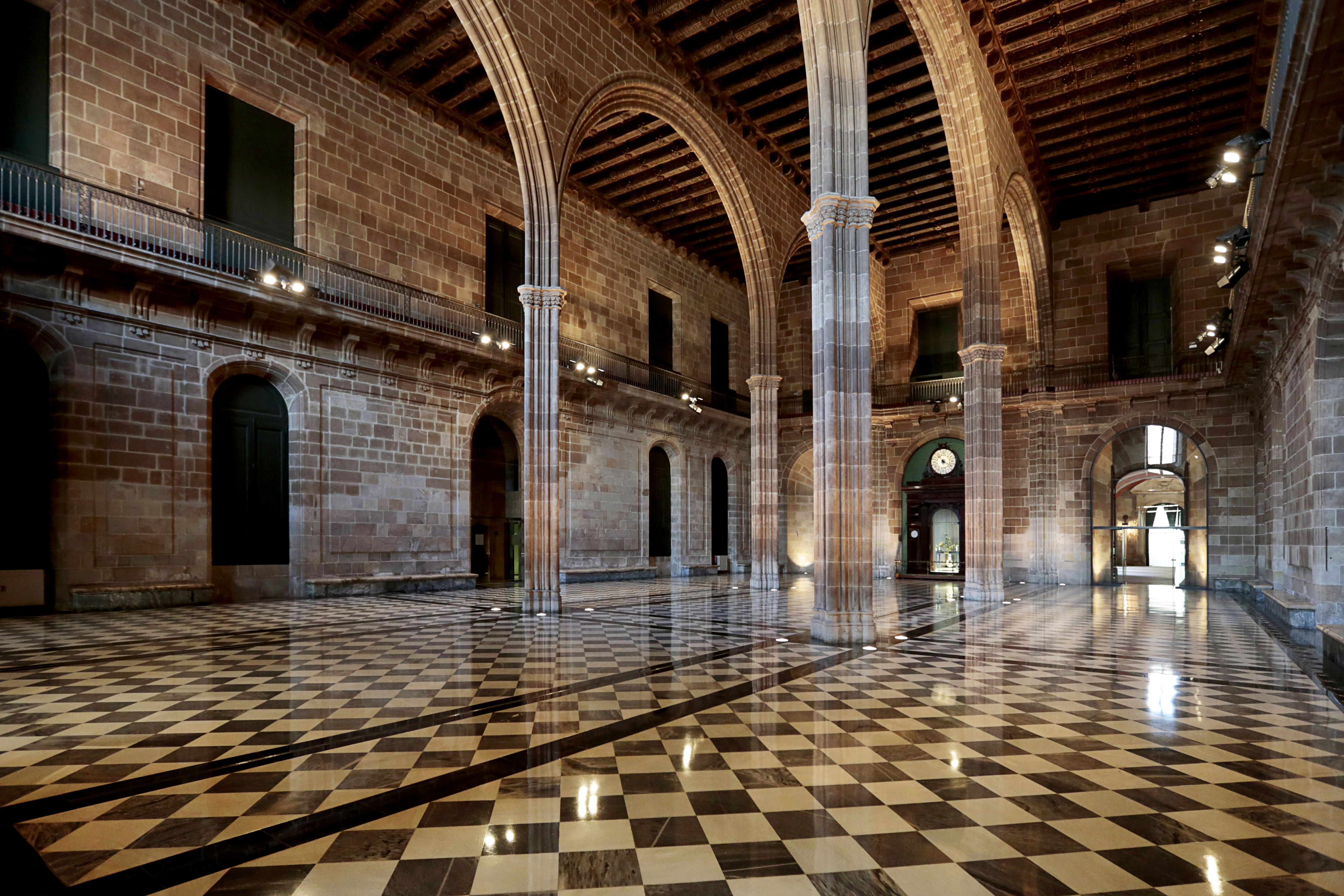
Sala de contractacions de la Llotja de Mar.

Un alfòndec (de l'àrab الفندق, al-funduq, ‘hostal’) era l'edifici físic on tenia la seu la cadascun dels consolats de catalans a les diverses ciutats de la Mediterrània on la Corona d'Aragó hi establia un cònsol durant la baixa edat mitjana. Tenia la condició de zona extraterritorial i, per tant, a dins no hi eren vigents les lleis pròpies del país. El cònsol era el màxim responsable de l'alfòndec, però era assistit en la pràctica per l'alfondeguer.
Consistia en un edifici, o un complex d'edificis al voltant d'un pati central i separats del carrer per un mur. Els comerciants catalans, valencians, balears i aragonesos podien pernoctar-hi, menjar i guardar les seves mercaderies al magatzem. A més a més, també acostumava a tenir banys, forns de pa, una taverna, botigues i una petita capella. En les principals destinacions catalanes, l'alfòndec podia arribar a assolir les dimensions d'un barri. Aquests establiments generaven bons ingressos, ja que els comerciants havien de pagar els drets d'emmagatzematge, una taxa sobre les mercaderies, els drets de l'aplicació de justícia i altres impostos.
Al segle xiii, era normal que el rei catalanoaragonès arrendés els alfòndecs i l'arrendador exercís de cònsol en aquella ciutat. Posteriorment, Pere el Gran va regular la situació i tots els cònsols passaren a ser de nomenament reial i havien de donar-li els dos terços de tots els ingressos del consolat.

## Condicions generals
L'establiment dels consolats mercantils catalans s'originà a partir de la necessitat de comerciar en ports estrangers. El terme consolat faria referència a la institució pròpiament dita. L'alfòndec o llotja indicava els magatzems, edificis i hostals. En diversos documents els termes consolat i alfòndec es confonen sense cap problema.
A partir dels primers contactes comercials en una regió poc coneguda, contactes més o menys aleatoris, i si l'exploració demostrava que hi havia possibilitats d'un comerç estable, era convenient i necessari instituir un consolat.
El funcionament estable d'un consolat de catalans implicava unes condicions genèriques: un tractat entre les dues parts (autoritats locals i catalanes), unes instal·lacions (alfòndec o llotja, hostal...), un responsable (cònsol oficial designat o escollit; o responsable equivalent) i unes lleis que calia respectar (Llibre del Consolat de Mar, lleis locals i normes del tractat específic).

### Taxes
Els usuaris del consolat, residents o transeünts, pagaven unes taxes (al cònsol) establertes en cada cas. Per drets d'ancoratge o de càrrega transportada.

### Subministraments externs
Un bon funcionament de la colònia mercant exigia solucionar els subministraments de queviures (per als residents habituals i transeünts) i materials de recanvi per als vaixells que hi recalaven (fusta, veles, cordam...).

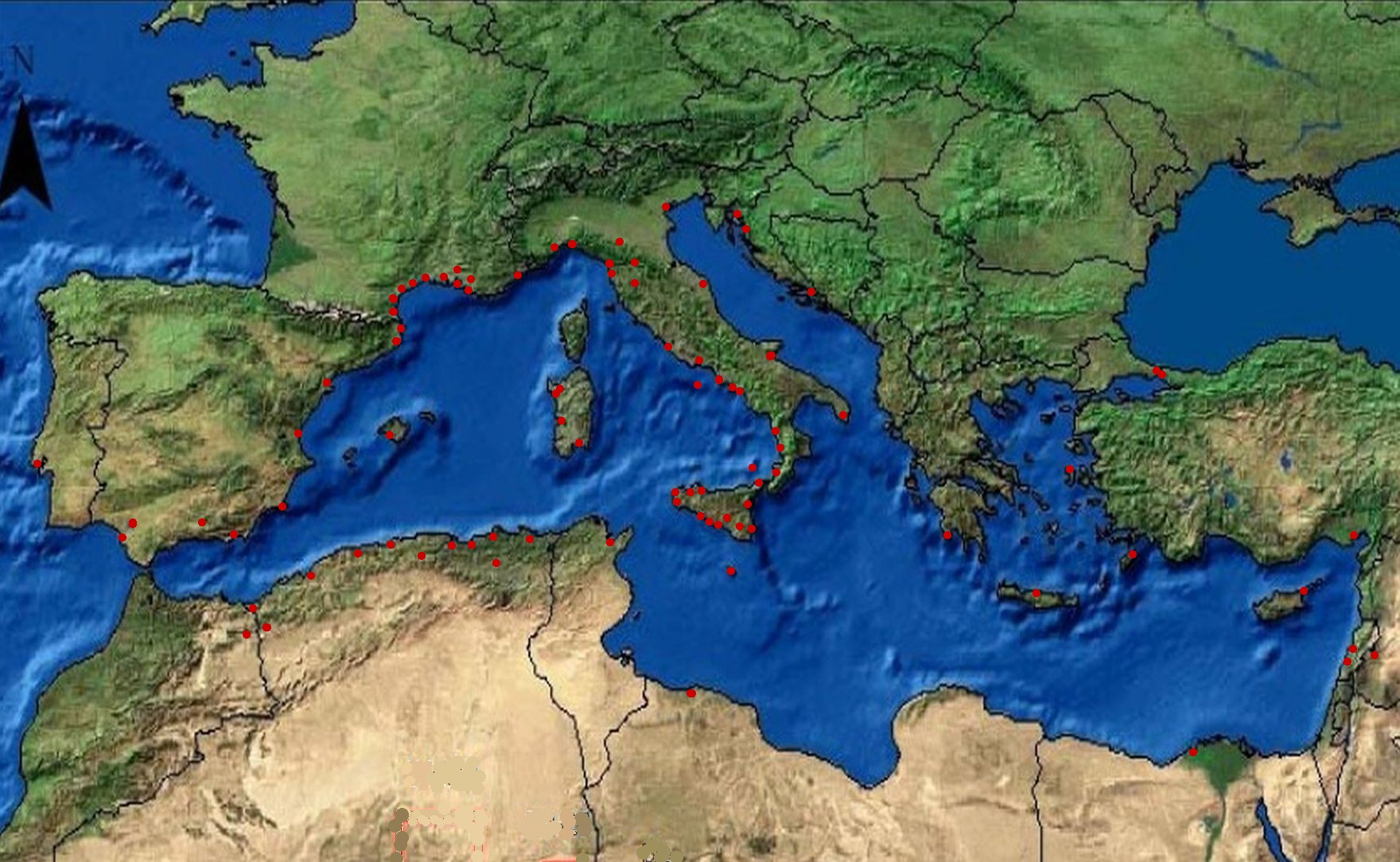
Consolats de catalans. Cada punt vermell indica un consolat actiu en una època determinada (bàsicament entre els segles i).

## Documents
A més d'una exposició genèrica, el funcionament d'un alfòndec es veu millor analitzant alguns casos particulars.

### Tunis i Bugia
- Abans de 1253, segons consta en documents posteriors ja hi havia hagut alfòndecs de catalans a Tunis i Bugia.
- 1253. Els primers consolats catalans estables i documentats a l'estranger foren els de Tunis i Bugia, en una àrea que els catalans, i concretament els barcelonins, havien visitat amb fins comercials des de més antic. El 1253 ja era en ple funcionament l'alfòndec de Tunis, regit per un cònsol nomenat pel rei.[4]
  - El tractat conservat més antic és del 1270, entre Jaume I i el rei de Tunis.[5]
  - Es conserva el tractat del 1313 entre el rei de Tunis i Bugia, i el rei d'Aragó/comte de Barcelona Jaume II.[6]
- 1307. Pere Bussot fou nomenat cònsol de catalans a Tunis, amb caràcter vitalici. L'any 1302 era cònsol de mar de Barcelona.

### Alexandria
- 1264. Guillem de Montcada, ciutadà de Barcelona, consta com a cònsol dels catalans a Alexandria.[7][8]
- 1381. Reglament del consolat.[9]
- 1480-1484. Fèlix Fabri, un dominic nascut a Zurich, feu dues peregrinacions a Terra Santa i escrigué una crònica dels seus viatges. A Alexandria s'hostatjava a l'alfòndec dels catalans. En aquella època no hi havia a l'edifici ni mercaders ni mercaderies. Però funcionava com a hostal i mantenia la capella en servei. Els alfòndecs dels genovesos i venecians funcionaven de forma activa.[10]
  - La descripció de Fabri és curta però significativa. L'alfòndec era semblant a un convent, amb un «claustre» molt gran envoltat de magatzems (botigues,[9] en el sentit de magatzem,[11] segons una altra referència) a peu pla i cambres en el primer pis.

| «                                                                       | Ad fonticum etiam Januensium venimus et valde pretiosam et magnam capellam ibi invenimus, in qua Deum laudavimus. Post illa in domum et fonticum Cataloniorum, ubi nostrum erat hospitium, ingressi etiam capellam visitavimus, et finem processioni illi fecimus et ad prandium sumendum accessimus...Convertimus ergo nos primo ad considerandum merces et dispositionem fontici nostri Cataloniorum, sed illo tempore nec merces nec mercatores ibi erant, nisi pauci. Est tamen fonticus curia grandis, cum multis habitaculis per circuitum, sicut monasterium. | » |
| — Fratris Felicis Fabri Evagatorium in Terræ Sanctæ, Arabiæ et Egypti . | |   |

- 1489. L'alfòndec català seguia funcionant com a hostal: «Furono poi licenziati, e con certi Fiorentini che avevano Mercanzie se ne andarono al Fondaco dei Catelani, ove furono molto bene accolti . I Veneziani, i Genovesi, e gli Anconetani similmente avevano in Alessandria i loro Fondachi, e i loro ...»[12]

- 1528. Tractat de comerç entre Solimà I el Magnífic i els cònsols de catalans i francesos.[13]

### Messina
- 1286. Fou requisada una casa que estava situada massa propera a l'alfòndec dels catalans, i podia perjudicar les activitats habituals del centre.[14]

### Constantinoble
- 1290. La primera referència d'un consolat de catalans a Constantinoble, esmentant el nom del cònsol Dalmau Sunyer, demostra que la institució era anterior a la data indicada.[15]

### Bruges
- 1330.[16]

### Sanlúcar de Barrameda
- 1340. A Sanlúcar de Barrameda hi havia un centre comercial català. Probablement amb un responsable (cònsol) i un conjunt d'edificis comercials (alfòndec, hostal…). Parlant de Jaume Fredera, el document diu: « ...habitatore de Sent luqar de berramida, que ospes (sic) est dicti loci Catalanorum».[17]

### Beirut
La denominació catalana antiga era Barut o Baruth.
- 1340. En aquest any consta la residència a Beirut d'un cònsol de catalans.[19]
- 1347.[20]

### Siena
- 1379. Constància d'un segon alfòndec català a Siena: «Sanesi allogoro el Porto di Talamone a Catelani con quelli patti, come altra volta l'ebbero; e fero el loro fondaco sul Campo di Siena sotto le case del Saracini; e rizzorovi l'arbolo alto cor una palla, cor una Corona, cor una bandiera coll'arme de Catalani, e vennero molti di loro in Siena».[21]

### Damasc
La denominació antiga en català era Domàs.
- 1382.[23][19][24]
- 1386.

| « | Primerament, que lo consol de Domas sia elegit de III en III anys, qui li comenten a comptar del jorn que sera junt en Barut[h] o a Domas, e sera en possessió de son consolat contínuament següents. Es empero entes, que si lo consol, qual que sia, sera hom de be e tal que los mercaders qui navegaran se'n loen, e-l vullen; en aquest cas e no en altre, li puxa esser refermat lo consolat de altres tres anys següents. | » |
| — Capítols del Consolat de Damasc. 1386. Memorias históricas de Barcelona. Antoni de Capmany. Pàgina 337 | |   |

- 1391. Segons l'obra de referència, la colònia catalana de Damasc era la més important de totes les estrangeres a final del segle xiii.[25]
- 1396.[26]
- 1396. El cònsol català de Damasc, Bernat Meresa fa donació d'una taula pintada (per Martí de Vilanova) de Santa Caterina d'Alexandria al Monestir de Santa Caterina del Sinaí.[27][28]

- 1399.[29]

### Modona
El consolat de catalans de Modona o Modó tenia cònsol el 1407.

### Pisa
- 1407. Consulatus Cathalanorum
- 1434.[30]

### Xipre
- 1347. La creació d'un consolat reforçaria les relacions comercials catalanes amb l'illa i privilegis anteriors.[19]
- 1415. Nomenament del genovès Rafaello di Podio com a cònsol dels catalans a Xipre.[31]
  - El centre de les activitats mercantils estava ubicat a la ciutat de Famagusta.

### Palerm
- 1429.[32]

### Siracusa
- 1452. Loggia dei Catalani.[33]

### Anvers
- 1488.[16]

## Exemples

### Llotja dels catalans a Palerm
| «                                                            | Da man sinistra vi è la Loggia della nazione catalana. Questa è una grandissima stanza, serrata con quattro gran grade di ferro, che serrano quattro archi voltati sopra colonne di marmo ed eminenti. Vì si ascende per quattro scalini, d'onde si signoreggia la Loggia dei Genovesi. È coperta, e vi è dentro un cortile con sedile ed alberi di naranzi, ed una fonte di marmo. Quivi tengono i signori Catalani molte sedie, per sedere essi ed altri negozianti, con decoro di detta nazione. | » |
| — STORIA DEI BANCHI DELLA SICILIA. VITO CUSUMANO. Roma 1887. | |   |